# 芮恩施
芮恩施（英語：Paul Samuel Reinsch，1869年6月10日—1923年1月26日），美国的律师、政治学學者、外交官，是当时美国遠東事务的权威。

## 生平
1898年至1913年任威斯康星大学政治学教授，1913年11月-1919年9月出任美国驻华公使，后长期担任中国北洋政府最高顾问。1917年推动中国對德绝交和宣战，提高中国的国际地位。1919年5月巴黎和会伤害中国利益，芮恩施认为美国政府背信弃义，愤而辞职。1919年9月离任的时候向徐世昌总统邀请梅兰芳赴美演出京剧。1920年回美国，在华盛顿创办律师事务所，主要为中国政府提供法律咨询。1922年7月应中国政府邀请来华到北京访问，咨询金融系统问题，期间感染急性肺炎，于1923年1月26日病逝于上海。

## 著作
著有 《平民政治的基本原理》、《远东的知识和政治潮流》、《公共国际联盟》等政治学和法学著作，和回忆录《一个美国外交官使华记》。

## 言论
芮恩施认为“大日本帝国是罪恶的化身，自由主义与民主主义之敌，未来世界上所有纠纷的根源”。